# Uyutma
Uyutma són unes postres tradicionals de la cuina turca. Aquest plat s'elabora especialment a la Regió de l'Egeu, i es fa amb figues seques i llet fresca.

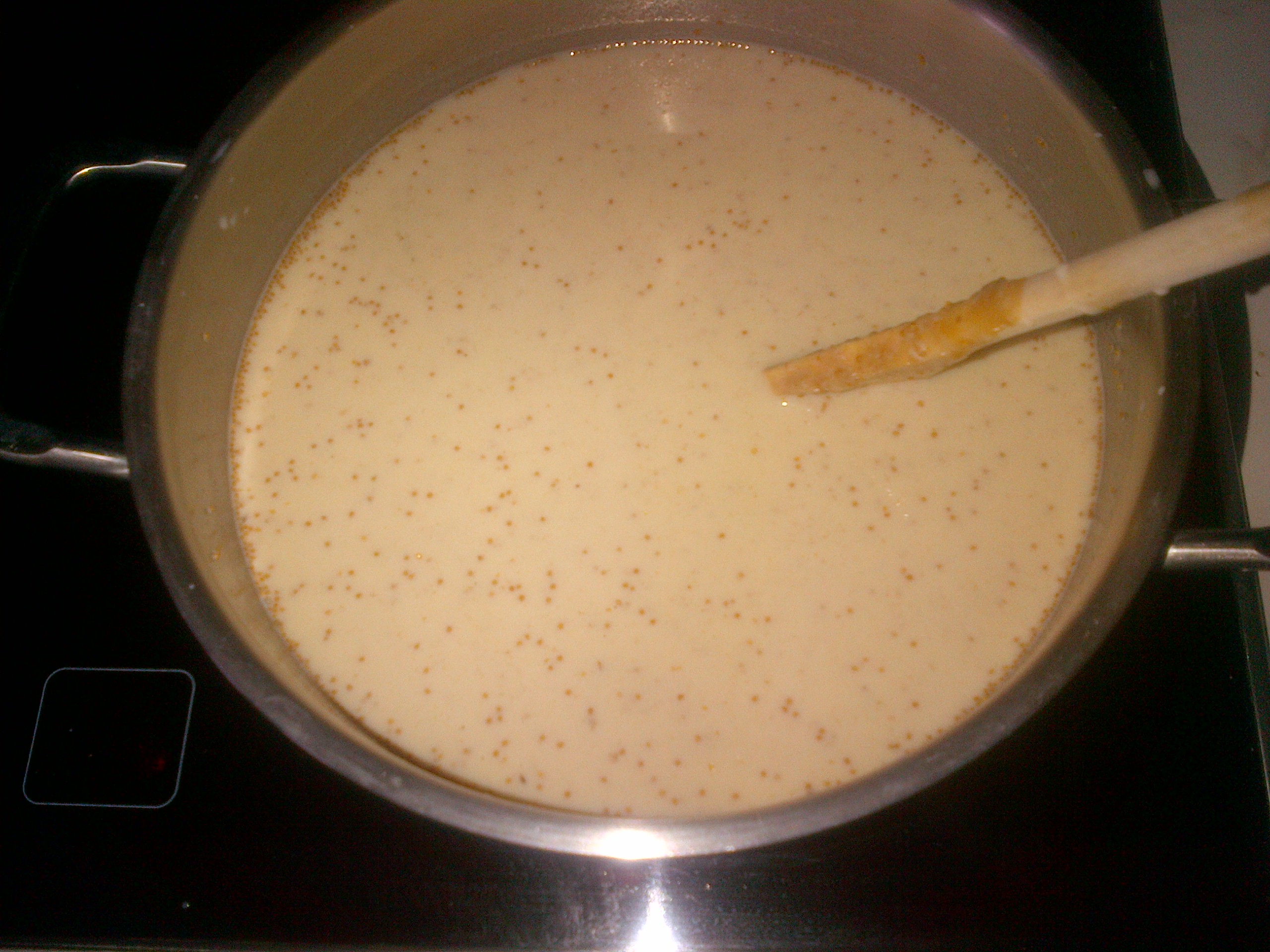
Cuinant uyutma

Uyutma literalment significa "fer dormir". Tradicionalment aquestes postres s'elaboraven així: les figues seques es deixaven "dormir" tota una nit en llet acabada de munyir (tèbia) amb una flassada a sobre, i la llet es fermentava i es convertia en un iogurt amb fruita. Aquest dolç es pot considerar l'únic iogurt amb fruita de la cuina turca on el iogurt normalment es fa servir agre com una salsa (com al iogurt amb all) o acompanyament de menjars.
La preparació actual es tracta de cuinar les figues seques partides, prèviament suavitzades en aigua tèbia, amb llet i sucre i servir després de refredar. Algunes receptes afegeixen també una cullerada de canyella molta o nous picades a sobre.